# De vita sua
Il De vita sua sive monodiarum suarum libri tres, abbreviato in De vita sua o Monodiae, è un’opera autobiografica in tre libri scritta da Guiberto di Nogent. La compose in età avanzata, tra il 1114 e il 1116, a oltre sessant’anni.

## L'opera
A partire dal secolo XI il genere letterario dell’autobiografia iniziò a prendere piede in modo molto più significativo rispetto all’Alto Medioevo. Il progresso culturale di quegli anni indusse i letterati a sviluppare un progressivo aumento di autocoscienza e a voler valorizzare le proprie capacità e la propria personalità tramite la scrittura. Un esempio di autobiografia bassomedievale ancora più famosa del De vita sua è l'Historia calamitatum mearum di Abelardo.
Guiberto non si limita tuttavia nel De vita sua a raccontare le sue vicende e gli aneddoti che stimolarono lo sviluppo della sua personalità. Spesso il racconto autobiografico viene interrotto da digressioni riguardanti episodi di natura soprannaturale come visioni della Madonna, miracoli compiuti dai Santi e macchinazioni demoniache. Inoltre, vengono riportati fatti storici sia sul passato del suo monastero, sia riguardo a eventi a lui contemporanei che hanno avuto conseguenze sulla società che lo circondava. Alcuni studiosi hanno messo in rilievo che il De vita sua appare come un’opera discontinua che manca di un piano organico: spesso più argomenti si accavallano tra loro, e alcuni temi vengono interrotti improvvisamente per essere ripresi in un secondo momento. Inoltre, si possono notare frequentemente stacchi narrativi improvvisi fra una parte e l’altra dello stesso libro. Per spiegare ciò si è teorizzato che l’autore avesse l’intenzione di narrare le vicende nel modo e nell’ordine in cui esse abbiano costituito il tessuto della sua esistenza.
Tra i fondamenti costruttivi dell’opera si trova, da un lato, la volontà di Guiberto di raccontare la sua vita in rapporto al mondo esterno; dall’altro vi è invece il carattere di investigazione psicologica sul passato, presente e futuro dell’io narrante. Seguendo il modello delle Confessioni di Sant’Agostino, l’autore indaga la propria soggettività intendendola come un rapporto personale con Dio; e anche quando la narrazione si concentra su eventi esterni alla vita di Guiberto, lo scopo principale rimane quello di trarre una maggiore consapevolezza sul piano morale.

## Contenuto

### Libro primo
L’opera inizia con l’autore che si rivolge a Dio con l’intento di confessare i peccati che ha commesso e di rendere grazie per i benefici ricevuti nella sua vita, tra cui l’aver avuto una madre virtuosa. Guiberto racconta della sua difficile nascita, avvenuta durante un Sabato Santo, che avrebbe rischiato di comportare la morte sua e di sua madre: per questo, la famiglia fece un voto alla Vergine Maria promettendo che il bambino avrebbe seguito la strada religiosa qualora fosse sopravvissuto al parto. 

Guiberto rimase orfano di padre molto presto, a neanche otto mesi di vita, e prese ciò come un segno provvidenziale: a suo dire, l’uomo avrebbe probabilmente sciolto il voto che doveva destinare il figlio alla vita monastica.
L’istruzione del giovane Guiberto fu affidata, da quando aveva sei anni fino ai dodici, a un maestro di grammatica intellettualmente mediocre e molto severo nell’impartire la sua disciplina: le punizioni consistevano spesso in schiaffi e frustate. 
A dodici anni entrò nel monastero di Saint-Germer-de-Fly, vicino a cui sua madre si era ritirata per condurre una vita penitente. Guiberto si adattò in breve tempo allo stile di vita monastico e prese i voti di sua volontà, nonostante i suoi dubbi iniziali dovuti a incertezze tipiche della giovane età. 

Gli anni dell’adolescenza furono segnati dalle visite e lezioni ricevute da Anselmo d’Aosta, allora abate del monastero di Bec. Seguendo il metodo che si usa nel trivio e nel quadrivio, Anselmo insegnò a Guiberto a capire i rapporti tra le facoltà dell’anima e a sviluppare una maggiore consapevolezza della sua interiorità. Anselmo fu inoltre un ottimo maestro di materia esegetica e aiutò il suo allievo a studiare gli scritti di Gregorio Magno e i Vangeli.

### Libro secondo
Nel secondo libro, decisamente più breve degli altri due, l’autore racconta della fondazione del monastero di Nogent e dei suoi precedenti abati, per poi parlare della sua nomina a tale ruolo.
Viene narrata anche la morte della madre di Guiberto: nonostante l’infermità, la donna non smise mai di rivolgere le sue preghiere a Dio e di manifestare la sua grande devozione cristiana.
Negli ultimi capitoli vengono descritti una serie di eventi straordinari accaduti nel monastero, dietro a cui vi è l’intervento del Diavolo. Questi racconti riflettono l’atmosfera della vita conventuale con le sue superstizioni, le sue meschinità, i suoi personaggi. Guiberto racconta questi eventi senza tuttavia sollevare dubbi sul loro oggettivo accadimento, e gli unici giudizi che esprime sono a livello morale.

### Libro terzo
L'ultimo libro si discosta notevolmente dalla narrazione autobiografica e si concentra su eventi storici più ampi, in particolare sulla rivolta di Laon del 1112. Il libro comincia con forti critiche contro i vescovi della città: Guiberto attribuisce alla loro perversione morale la causa del degrado del luogo. L’autore racconta della nomina irregolare del vescovo Gaudry: un uomo avaro e corrotto, che estorceva molto denaro ai cittadini. A guisa di cronaca descrive giorno per giorno lo scoppio e l’andamento della rivolta, che culminò con la brutale uccisione del vescovo nella cattedrale di Laon. Guiberto colloca gli eventi durante la settimana di Pasqua, ponendo un forte contrasto tra la santità dei giorni e la corruzione dell’animo dei personaggi coinvolti.
Nel terzo libro vengono anche raccontati miracoli di Santi, ritrovamenti di reliquie e punizioni di eresie.

## Trasmissione manoscritta
Il De vita sua non ha avuto una storia codicologica fortunata. Non solo il manoscritto originale è andato perduto, ma mancano anche codici di una certa antichità. L’opera è conservata nei seguenti manoscritti, datati tra il XV e il XVII secolo:
- Berlin, Staatsbibliothek zu Berlin - Preußischer Kulturbesitz, Phillipps 1690 (Rose 3r, Meerm. 467)
- Città del Vaticano, Biblioteca Apostolica Vaticana, Reg. lat. 583 (conserva solo il terzo libro)
- Laon, Archives Départementales de l'Aisne H 325
- Paris, Bibliothèque Nationale de France, Collection Baluze 42

Quest’ultimo è il manoscritto su cui si basò il monaco benedettino Luc D’Achery nel XVII secolo per la sua editio princeps delle opere di Guiberto.

## Edizioni a stampa
- Venerabilis Guiberti abbatis B. Mariae de Novigento Opera omnia, ed. Jean-Luc d'Achery, Lutetiae Parisiorum 1651
- Collection des mémoires relatifs à l'histoire de France, depuis la fondation de la monarchie française jusqu'au 13e siècle, ed. François Guizot, voll. 30, Parigi 1823-1835, IX.341-508, X.1-131
- Guibert de Nogent Histoire de sa vie, ed. Georges Bourgin, 1053-1124, Parigi 1907
- The Autobiography of Guibert Abbot of Nogent-sous-Coucy, trad. Charles Cooke Swinton Bland, pref. George Gordon Coulton, Londra-New York 1925
- Self and Society in Medieval France: The Memoirs of Abbot Guibert of Nogent (1064? - c. 1125), trad. Charles Cooke Swinton, Bland, New York-Evanston 1970
- Guibert de Nogent Autobiographie, ed. trad. comm. Edmond-René Labande, Parigi 1981
- Sogni e memorie di un abate medioevale. «La mia vita» di Guiberto di Nogent, trad. comm. Nada Truci Cappelletti e comm. Franco Cardini, Novara 1986
- A Monk's Confession. The Memoirs of Guibert of Nogent, trad. Paul J Archambault, University Park, PA 1996
- Sueños y memorias de un abad medieval. Guiberto de Nogent, De vita sua I-II, «Cistercium. revista monastica» Zamora 48 (1996) pp. 325-368 e 491-545
- Guibert von Nogent Die Autobiographie, ed. trad. Elmar Wilhelm, Stoccarda 2012